# Font de l'Arrel

La Font de l'Arrel, respecte del terme de Castellcir

La Font de l'Arrel és una font del terme municipal de Castellcir, a la comarca del Moianès.
Està situada a 745 metres d'altitud, al Canal de la Font de l'Arrel, al nord-est i al sud-est del lloc on es troben el Sot del Sastre i el Torrent de la Font de l'Arrel, al nord de la Vall de Llàgrimes. És a llevant del Serrat dels Moros, a l'extrem sud-occidental del Serrat de la Barraca, a ponent de la masia de les Berengueres i al nord-oest del Serrat de les Abelles.